# Liceum na morzu
Liceum na morzu (ang. Breaker High, 1997–1998) – amerykańsko-kanadyjski serial opowiadający o nastolatkach uczących się w liceum.
W Polsce serial emitowany był dawniej na antenie Fox Kids z polskim dubbingiem oraz na kanale TVP1 z polskim lektorem jako Szkoła na fali.
W 2001 roku, po przejęciu przez The Walt Disney Company Fox Kids Worldwide, w tym Saban Entertainment, prawa do serialu przeszły na Disneya.

## Fabuła
Serial opowiada o grupie nastolatków, którzy podróżują po morzu, jednocześnie ucząc się, jak w zwykłej szkole. Doświadczają oni także niezwykłych przygód, odwiedzają wiele interesujących miejsc. Na statku jest około 500 uczniów pochodzących z różnych środowisk.

## Bohaterowie
- Cassidy Cartwright (Wendi Kenya) – przebojowa i piękna surferka z południowej Kalifornii.
- Denise Williams (Persia White) – liberalna, politycznie poprawna intelektualistka z Nowego Jorku.
- Alex Pineda (Kyle Alisharan)– czarujący sportowiec z małego miasteczka w Teksasie.
- Tamira Goldstein (Rachel Wilson) – bardzo artystycznie utalentowana jednak naiwna dziewczyna z małego miasteczka.
- Max Ballard (Scott Vickaryous)– buntowniczy samotnik z Portland Oregon.
- Jimmy Farrell (Tyler Labine) – przyjazny chłopiec z Pittsburgha.
- Ashley Dupree (Terri Conn) – rozpuszczona, elegancka i cudowna dziewczyna z Atlanty.
- Sean Hanlon (Ryan Gosling) – kanciarz, hipochondryk i elegancik z Chicago.

## Wersja polska
Wersja polska: Master Film

Reżyseria: Romuald Drobaczyński

Dialogi: Krystyna Uniechowska-Dembińska

Dźwięk: Stanisław Uszyński

Montaż: Krzysztof Gurszyński

Kierownictwo produkcji: Anna Rybicka

Udział wzięli:
- Olga Bończyk – Cassidy Cartwright
- Izabela Dąbrowska – Ashley Dupree
- Beata Jankowska – Denise Chambers
- Iwona Rulewicz – Tamira Goldstein
- Jacek Kopczyński – Sean Hanlon
- Michał Kowalski – Max Ballard
- Cezary Kwieciński – Jimmy Farrell
- Janusz Wituch – Alejandro „Alex” Pineda

oraz:
- Robert Tondera –
  - Kapitan Ballard,
  - Tanaka (odc. 1)
- Józef Mika –
  - Tony Gifford,
  - Jan (odc. 16)
- Jerzy Molga – Nigel Mumford
- Wojciech Paszkowski – Marcus (odc. 5)
- Wojciech Machnicki – Babba Azis (odc. 9)
- Paweł Szczesny – Lord Liam (odc. 15)
- Teresa Lipowska – Minnie (odc. 15)
- Ryszard Nawrocki – Melvin Harrison (odc. 34)
- Mirosława Krajewska – babcia Jimmy’ego (odc. 39)
- Dariusz Odija
- Małgorzata Drozd
- Paweł Iwanicki
- Joanna Borer

i inni
Lektor: Roch Siemianowski

## Spis odcinków
| N/o            | Polski tytuł                            | Angielski tytuł                                      |
| -------------- | --------------------------------------- | ---------------------------------------------------- |
|                |                                         |                                                      |
| SERIA PIERWSZA |                                         |                                                      |
|                |                                         |                                                      |
| 01             | Słońce też wschodzi                     | Sun Ahso Rises                                       |
|                |                                         |                                                      |
| 02             | Psikusy na pamiątkę                     | Pranks for the Memories                              |
|                |                                         |                                                      |
| 03             | Kryzys na wschodzie                     | Mayhem on the Orient Distress                        |
|                |                                         |                                                      |
| 04             | Wyprawa do Indii                        | Don’t Get Curried Away                               |
|                |                                         |                                                      |
| 05             | Wyprawa do Kenii                        | Kenya Dig It?                                        |
|                |                                         |                                                      |
| 06             | W dolinie królów                        | Tomb With A View                                     |
|                |                                         |                                                      |
| 07             | Radiowe szaleństwo                      | Radio Daze                                           |
|                |                                         |                                                      |
| 08             | Strzeżcie się Greków przynoszących dary | Beware of Geeks Baring Their Gifts                   |
|                |                                         |                                                      |
| 09             | Brzuch bestii                           | Belly of the Beast                                   |
|                |                                         |                                                      |
| 10             | Niesnaski lokatorów                     | Rooming Violations                                   |
|                |                                         |                                                      |
| 11             | Winnica Jimmy’ego                       | Chateau L’Feet J’mae                                 |
|                |                                         |                                                      |
| 12             | Zamienił stryjek siekierkę na kijek     | Out With The Old, In With The Shrew                  |
|                |                                         |                                                      |
| 13             | Tamira spóźniona o dzień                | Tamira Is Another Day                                |
|                |                                         |                                                      |
| 14             | Wszystko dla pizzy                      | For Pizza’s Sake                                     |
|                |                                         |                                                      |
| 15             | Rodzinne koligacje                      | Kissin’ Cousins                                      |
|                |                                         |                                                      |
| 16             | Szkocki turniej                         | The Caber Guy                                        |
|                |                                         |                                                      |
| 17             | Rzymskie pogody                         | When In Rome…                                        |
|                |                                         |                                                      |
| 18             | Milczenie owieczek                      | Silence of the Lamborghini                           |
|                |                                         |                                                      |
| 19             | Medium                                  | All Seeing Bull’s Eye                                |
|                |                                         |                                                      |
| 20             | Wszystko dobre co się dobrze kończy     | Squall’s Well That Ends Well                         |
|                |                                         |                                                      |
| 21             | Synchronizacja                          | That Lip-Synching Feeling                            |
|                |                                         |                                                      |
| 22             | Ju-hu, panie wartowniku!                | Yoo Hoo, Mr. Palace Guard                            |
|                |                                         |                                                      |
| 23             | I tak sobie nie dasz rady               | Two Seans Don’t Make A Right                         |
|                |                                         |                                                      |
| 24             | Dwa oblicza Tamiry                      | Tamira Has Two Faces                                 |
|                |                                         |                                                      |
| 25             | Wypad do Szwajcarii                     | Swiss You Were Here                                  |
|                |                                         |                                                      |
| 26             | Śmieszne zdarzenie                      | A Funny Thing Happened on the Way to the Post Office |
|                |                                         |                                                      |
| 27             | Raz na wozie, raz pod wozem             | Some You Win, Some You Luge                          |
|                |                                         |                                                      |
| 28             | Nieporozumienia                         | Stowing Pains                                        |
|                |                                         |                                                      |
| 29             | Księżyc nad Tamirą                      | Moon Over Tamira                                     |
|                |                                         |                                                      |
| 30             | Celny strzał                            | He Shoots, He Scores                                 |
|                |                                         |                                                      |
| 31             | Złe zachowanie Jimmy’ego                | Jimmy Behaving Badly                                 |
|                |                                         |                                                      |
| 32             | Rozstania i powroty                     | Regret Me Nots                                       |
|                |                                         |                                                      |
| 33             | Nowi na pokładzie                       | New Kids on the Deck                                 |
|                |                                         |                                                      |
| 34             | Szósty stopień poniżenia                | Six Degrees of Humiliation                           |
|                |                                         |                                                      |
| 35             | Nie łam mi serca                        | Don’t Go Breakin’ My Ar                              |
|                |                                         |                                                      |
| 36             | Poszukiwacze skarbów                    | Worth Their Waste in Gold                            |
|                |                                         |                                                      |
| 37             | Dziennik pokładowy                      | The Deck’s Files                                     |
|                |                                         |                                                      |
| 38             | Wagary na Jamajce                       | Rasta La Vista                                       |
|                |                                         |                                                      |
| 39             | Max – on potrafi tańczyć                | Max-He-Can Hat Dance                                 |
|                |                                         |                                                      |
| 40             | Pocałunek nieśmiałej kobiety            | Kiss of the Shy-Er Woman                             |
|                |                                         |                                                      |
| 41             | Łowca motyli                            | Lord of the Butterflies                              |
|                |                                         |                                                      |
| 42             | Chilijski hot dog                       | Chile Dog                                            |
|                |                                         |                                                      |
| 43             | Szkoła złamanych serc                   | Heartbreaker High                                    |
|                |                                         |                                                      |
| 44             | Zabić szyderczego chłopaka              | To Kill A MockingNerd                                |
|                |                                         |                                                      |